# Emil Stang
Emil Stang, né le 14 juin 1834 à Christiania (Oslo) et mort dans cette même ville le 4 juillet 1912, est un juriste et homme d'État norvégien.
Il a été Premier ministre de Norvège entre 1884 et 1891 et entre 1893 et 1895.
Il est aussi le premier président du Parti conservateur.